# Tom Moore (Fußballspieler, 1904)
Thomas „Tom“ Moore (* 6. April 1904 in Barrow-in-Furness; † 1953) war ein englischer Fußballspieler.

## Karriere
Moore soll vom etwa 40 Kilometer nördlich gelegenen Hawkshead im April 1926 als Amateur zum AFC Barrow gekommen sein, der Verein setzte zu jener Zeit fast ausschließlich auf lokale Spieler. Für den in der Football League Third Division North spielenden Klub kam er erstmals am 5. April 1926 bei einer 0:3-Niederlage gegen die Tranmere Rovers als linker Verteidiger zum Einsatz. Zwischen dem 17. April und 1. Mai 1926 schlossen sich drei weitere Ligaeinsätze auf der Mittelstürmerposition an, in denen er jeweils mit Tom Hatch, Harry Roberts, Noel Ivison und Bobby Hutchinson die Sturmreihe bildete.
Moore traf jeweils einmal bei der 1:2-Auswärtsniederlage gegen Rotherham United als auch beim 3:3-Unentschieden im Rückspiel gegen Tranmere, als trotz einer 3:0-Halbzeitführung kein Sieg gelang. Seine Karriere in der Football League fand mit einem 2:1-Sieg am letzten Spieltag beim FC Watford ihren Abschluss, einem von nur sieben Ligasiegen Barrows in der Saison 1925/26, die die Spielzeit als abgeschlagener Tabellenletzter abschlossen.